# Avenida Ocean (Brooklyn)
La Avenida Ocean u Ocean Avenue es una calle principal de Brooklyn, Nueva York que en gran parte de su recorrido lo hace en sentido norte-sur y obtiene el nombre de East 20th Street en el plan hipodámico de las calles de Brooklyn, con East 19th Street en el oeste y East 21st Street en el este en gran parte de su recorrido. La calle atraviesa Brooklyn en sentido este y de forma paralela en Ocean Parkway y la Avenida Coney Island en gran parte de su ruta. La Avenida Ocean inicia en el sur de la Avenida Emmons en Sheepshead Bay, justo al sur de Belt Parkway y continúa al norte, terminando en la Avenida Flatbush después de pasar por varias cuadras a lo largo del lado oriental de Prospect Park.